# Alan Dsagojev
Alan Jelisbarovitj Dsagojev (russisk: Алáн Елизбáрович Дзагóев, tr. Alán Jelisbárovitj Dsagójev; født 17. juni 1990 i Beslan, Sovjetunionen) er en professionel fodboldspiller fra Rusland, der spiller som offensiv midtbanespiller. Han har siden 2008 været på kontrakt med CSKA Moskva, der spiller i Russisk Premier League.
Han fik debut for Ruslands fodboldlandshold i oktober 2008.

## Karriere
Dsagojev blev født i Beslan i Nordossetien. Han begyndte at spille fodbold på gaden, inden han kom på den lokale klub Terek Beslans ungdomshold. I 2000 flyttede han til republikkens hovedstad Vladikavkas, hvor han begyndte at spille for klubben Junost. I juli 2005 begyndte han på Konopljov Fodbold Akademi.
I januar 2006 begyndte han at spille for Krylja Sovjetov-SOK, der på daværende tidspunkt spillede i den russiske 2. division. Indtil december 2007 spillede Dsagojev 37 ligakampe og scorede 6 mål for klubben.
Alan Dsagojev skrev i januar 2008 kontrakt med den russiske storklub CSKA Moskva, hvor han hurtigt blev fast mand på holdet. I juni 2012 var han noteret for 102 ligakampe for holdet, og han havde scoret 26 mål.

### Landshold
Alan Dsagojev debuterede 11. oktober 2008 for Ruslands fodboldlandshold i en VM-kvalifikationskamp mod Tyskland. På dette tidspunkt var han kun 18 år og 116 dage gammel. Det første landskampsmål scorede han 8. oktober 2010 i en kamp mod Irland. I maj 2012 han af landstræner Dick Advocaat blev udtaget til Europamesterskabet i fodbold, der skulle spilles i Ukraine og Polen. I Ruslands åbningskamp mod Tjekkiet scorede Dsagojev kampens første og fjerde mål.
Han var den 8. juni 2012 registreret for 22 landskampe og syv mål for nationalmandskabet.